# 1860年哲學
1860年哲學事件  

## 著作
- 尼古拉·加夫里诺维奇·车尔尼雪夫斯基 - 《哲學中的人择原理》（The Anthropological Principle in Philosophy）

## 出生
- 1月6日 - 喬治·弗雷德里克·斯托特（英语：George Stout） ，英國哲學家和心理學家，死於1944年。
- 12月25日 – 曼努埃爾·戴米奇（英语：Manuel Dimech），前馬耳他哲學家、新聞工作者、小說和詩歌作家和社會改革者 ，死於1921年。
- 約翰·斯圖爾特·麥肯齊（英语：John Stuart Mackenzie） ，英國哲學家，死於1935年。[1]

## 死亡
- 3月23日 - 約瑟夫·弗蘭茨·莫里托（英语：Joseph Franz Molitor） ，德國作家和哲學家，生於1779年。
- 9月21日 - 阿图尔·叔本华 ，德國哲學家，唯意志主義先驅，生於1788年。
- 10月5日 - 阿列克謝·霍米亞科夫 ，俄羅斯神學家、哲學家、詩人和業餘藝術家，生於1804年。
- 12月27日 - 多米尼克·舒爾茨（英语：Dominik Szulc），波蘭哲學家和歷史學家，生於1787年。
- 7月1日 – 哥本哈根·海因里希·馮·舒伯特（英语：Gotthilf Heinrich von Schubert），自然哲學家、德國醫生和博物學家，生於1780年。
- 12月5日 – 奧古斯特·阿諾德（德语：August Arnold (filosof)），德國歷史學家和政治學哲學家，生於1789年。
- 12月19日 - 康斯坦丁·謝爾蓋耶維奇·阿克薩科夫（英语：Konstantin Aksakov），俄國作家，文學評論家和哲學家，生於1817年。